# Georg Leopold
Georg Leopold Flaschka (* 30. März 1920 in Gleiwitz; † 17. Juni 2004 in Potsdam) war ein deutscher Schauspieler, Regisseur und Intendant.

## Leben
Als 12. Kind einer Arbeiterfamilie in Gleiwitz geboren, wurde Georg Leopold Flaschka bereits frühzeitig Vollwaise, ging in ein humanistisches Gymnasium und besuchte anschließend die  Schauspielschule Helene Lackner in Berlin. Der Beginn des Zweiten Weltkriegs 1939 beendete vorerst die weitere künstlerische Betätigung des angehenden Schauspielers, da er zur Wehrmacht einberufen wurde. Später bekämpfte er illegal den Nationalsozialismus, was ihn nach Beendigung des Krieges in der sowjetischen Besatzungszone hoch angerechnet wurde. Seine Vertreibung aus Schlesien endete vorerst in Meiningen, wo er sich insbesondere politischen und gesellschaftlichen Aktivitäten widmete. Flaschka wurde Vorsitzender der Entnazifizierungskommission, wurde in den Kreistag gewählt, arbeitete als politischer Rezitator und leitete Laienspielgruppen an. 1947 holte ihn der Intendant Fritz Diez als Schauspieler und Regisseur an das Meininger Landestheater, wo er auch seine spätere Frau Krista-Sigrid Lau kennenlernte. Hier machte er aus seinen beiden Vornamen den Künstlernamen Georg Leopold, ging als Intendant nach Görlitz und Erfurt und wechselte 1959 als Autor, Schauspieler und Regisseur zum Deutschen Fernsehfunk nach Berlin.

## Filmografie
- 1959: Algier 12 Uhr 5 (Regie, Fernsehspiel)
- 1960: Licht unter der Tür (Regie, Fernsehspiel)
- 1960: Papas neue Freundin (Regie, Fernsehfilm)
- 1961: Der Fall Gleiwitz
- 1962: Tempel des Satans (Regie und Darsteller, Fernsehdreiteiler)
- 1962: Oh, diese Jugend (Regie, Fernsehfilm)
- 1963: Schatten und Schemen (Regie, Fernsehspiel)
- 1963: Die Winterschlacht (Darsteller, Fernsehinszenierung)
- 1964: Jenny Marx (Regie und Darsteller, Fernsehspiel)
- 1965: Episoden vom Glück (Darsteller, Fernsehzweiteiler)
- 1965: Blaulicht (Fernsehreihe, 24. Folge: Auftrag Mord)
- 1967: Begegnungen (Regie mit Konrad Petzold, Fernsehfünfteiler)
- 1968: Blaulicht (Fernsehreihe, 29. Folge)
- 1970: Botschafter morden nicht (Regie und Darsteller, Fernsehdreiteiler)
- 1971: Verwandte und Bekannte (Regie und Darsteller, Fernsehdreiteiler)
- 1974: Alwin auf der Landstraße (Regie und Darsteller, Fernsehspiel für Kinder)
- 1974: Der Sandener Kindermordprozeß (Regie und Darsteller, Fernsehfilm)
- 1976: Das unsichtbare Visier (Fernsehserie, 8. und 9. Folge)
- 1977: Das unsichtbare Visier (Fernsehserie, 10. Folge)
- 1978: Polizeiruf 110: Bonnys Blues (Fernsehreihe)
- 1986: Zahn um Zahn (Darsteller, Fernsehserie, 11. Folge)
- 1989: Immensee (Darsteller, Fernsehfilm)
- 1989: Polizeiruf 110: Unsichtbare Fährten
- 1994: Die Wache (Fernsehserie, 17. Folge)
- 1995: Eine französische Frau

## Theater

### Regie
- 1952: Gerhart Hauptmann: Die Weber – Regie mit Johannes Wieke (Gerhart-Hauptmann-Theater Görlitz)
- 1953: Krysztof Gruszcynski: Der Zug nach Marseille – Regie mit Krista-Sigrid Lau (Gerhart-Hauptmann-Theater Görlitz)
- 1953: Ludwig Thoma: Moral – Regie mit Eugen Schaub (Gerhart-Hauptmann-Theater Görlitz)
- 1956: Hedda Zinner: Lützower (Städtische Bühnen Erfurt)
- 1956: Nordahl Grieg: Die Niederlage (Städtische Bühnen Erfurt)
- 1957: Nordahl Grieg: Die Niederlage – Regie mit Eugen Schaub (Gerhart-Hauptmann-Theater Görlitz)
- 1957: Günther Weisenborn: Zwei Engel steigen aus (Städtische Bühnen Erfurt)
- 1957: Robert Hanell: Die Spieldose (Städtische Bühnen Erfurt)
- 1958: Friedrich Schiller: Don Carlos (Deutsches Staatstheater Temeswar)
- 1958: Pavel Kohout: So eine Liebe (Städtische Bühnen Erfurt)

### Schauspieler
- 1954: Gerhart Hauptmann: Der weiße Heiland (Montezuma) – Regie: Eugen Schaub (Gerhart-Hauptmann-Theater Görlitz)
- 1955: Friedrich Schiller: Wallenstein, Die Piccolomini – Wallensteins Tod (Graf Terzky, Wallensteins Schwager) – Regie: Eugen Schaub (Städtische Bühnen Erfurt)
- 1955: Friedrich Gentz: Liebe ist nicht immer blind (Gaston Delvaux, Sekretär) – Regie: Eugen Schaub (Städtische Bühnen Erfurt)
- 1956: Friedrich Schiller: Maria Stuart, (Robert Dudley, Graf von Leicester) – Regie: Eugen Schaub (Städtische Bühnen Erfurt)
- 1956: Nordahl Grieg: Die Niederlage (Mediziner Rigault, auch Regie) (Städtische Bühnen Erfurt)
- 1958: Ein Abend bei Curt Goetz: Liebe, Lords und Lohengrin (Fernsehinszenierung der Städtischen Bühnen Erfurt, vier kleine Komödien), in Lohengrin (Jacob, ein Kompagnon) und in Hund im Hirn (Herr Tittori) – Regie: Eugen Schaub
- 1959: William Shakespeare: Julius Caesar (Cassius) – Regie: Eugen Schaub (Städtische Bühnen Erfurt)

## Auszeichnungen
- 1960: Kunstpreis der DDR für die Regie an dem Fernsehfilm Nackt unter Wölfen[3]
- 1969: Banner der Arbeit im Kollektiv für den Fernsehfilm Begegnungen[4]